# 417
Évszázadok: 4. század – 5. század – 6. század
Évtizedek: 370-es évek – 370-es évek – 380-as évek – 390-es évek – 400-as évek – 410-es évek – 420-as évek – 430-as évek – 440-es évek – 450-es évek – 460-as évek
Évek: 412 – 413 – 414 – 415 –  416 – 417 – 418 – 419 – 420 – 421 – 422

## Események

### Nyugat- és Keletrómai Birodalom
- Honorius császárt és Flavius Constantiust választják consulnak.
- Január 1.: Honorius császár hozzáadja féltestvérét, Galla Placidiát (Athaulf vizigót király özvegyét) fővezéréhez, Flavius Constantiushoz.
- Wallia vizigót király szövetséget köt Honoriusszal, aki a rendelkezésére bocsátja Dél-Galliát (Aquitániát). Wallia Tolosában rendezi be székhelyét. A vizigótok Észak-Hispániában súlyos vereséget mérnek a vandálok siling törzsére.
- I. Innocentius pápa eretneknek nyilvánítja és kiközösíti Pelagiust és követőit. A pápa nem sokkal később meghal, utódja Zosimus.

### Kína
- Liu Jü, a Csin-dinasztia hadvezére elfoglalja és annektálja Kései Csin államot.

### Korea
- Meghal Silszong, Silla királya. Utódja veje, Nuldzsi.

## Halálozások
- március 12. – I. Innocentius pápa
- Silszong, sillai király

## Fordítás
- Ez a szócikk részben vagy egészben  a(z)   417 című angol Wikipédia-szócikk ezen változatának fordításán alapul.  Az eredeti cikk szerkesztőit annak laptörténete sorolja fel. Ez a jelzés csupán a megfogalmazás eredetét és a szerzői jogokat jelzi, nem szolgál a cikkben szereplő információk forrásmegjelöléseként.